# Klardrömmande

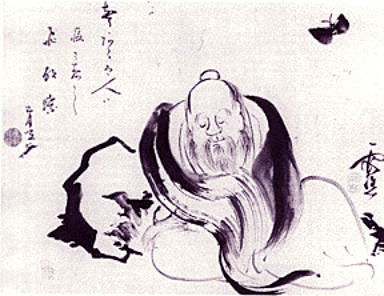
Kinesisk teckning. Text: "Zhuangzi drömmer om en fjäril"

Klardrömmande (engelska lucid dreaming, LD) är ett medvetandetillstånd som ligger mycket nära drömmen, men där man är helt eller delvis medveten om att man drömmer. Sådan klarhet (eng: lucidity) inträder då man inser att det som händer i drömmen inte är något som sker i den fysiska verkligheten, utan snarare påminner om det som upplevs under en hallucination. Förmågan till klardrömmande är vanligast hos små barn och försvinner oftast med åldern. Klarhetsgraden i klardrömmarna varierar: den kan exempelvis vara på en hög nivå vilket innebär att man är helt medveten om att allt som händer i drömmen är det egna undermedvetnas skapelse.

## Metoder
Det finns flera metoder som syftar till att öva upp förmågan till klardrömmande.
- Dream Induced Lucid Dream (DILD) innebär att man lär sig tolka de tecken som visar att man drömmer. Detta kan vara genom verklighetskontroller. Oftast beskrivs en dröm där man mitt i hamnat i klardrömmande på grund av diverse anledningar, såsom DILD.[förtydliga]

- Wake Induced Lucid Dream (WILD) går ut på att man tar sig direkt från vaket tillstånd till drömmen. Genom att ligga still i sängen och fokusera på det som sker "innanför ögonlocken" kan man behålla medvetandet samtidigt som kroppen själv somnar. Det som sker då är att man övergår från vaket till drömmande läge utan att faktiskt förlora medvetandet.
- Mnemonic Induced Lucid Dream (MILD) går ut på att man bygger upp en vilja eller avsikt att känna igen att man drömmer och uppnå klardrömmande. Man bestämmer ett mantra som "Nästa gång jag drömmer skall jag förstå att jag drömmer". Mantrat upprepar man i sängen samtidigt som man föreställer sig att man upplever klardrömmande i sin dröm. När man somnat, eller känner att man är på väg att somna, befinner man sig, om tekniken lyckats, plötsligt i drömmen, och kommer då på att man drömmer. Ett annat sätt är att man innan man somnar bestämmer sig för att man i sin dröm ska titta på sina händer och förstå att man drömmer. Det upprepar man då som ett mantra i sängen medan man tittar på sina händer.
- Finger Induced Lucid Dream (FILD) är en enkel och nybörjarvänlig metod som bygger på att man vaknar, naturligt eller med hjälp av väckarklocka, ungefär 4-6 timmar efter att man har somnat. Målet är att man ska befinna sig i REM-sömn när man vaknar och vara väldigt trött. Under tiden man håller på att somna om ska man med två fingrar (långfingret och pekfingret) trycka mot madrassen som när man spelar piano. Rörelsen ska vara minimal rörelse, fingrarna ska knappt röra på sig utan man ska endast förnimma muskelrörelserna. Efter ungefär 30 sekunder av denna rörelse ska en speciell sorts verklighetskontroll utföras där man med den andra handen håller för näsan och andas in. Om det ändå går att andas befinner man sig i en dröm. Om försöket misslyckas ska man upprepa det högst en gång till och sedan låta sig somna in vanligt, annars riskerar man att få sömnsvårigheter resten av natten.
- Wake Back To Bed (WBTB) är en enkel teknik som liknar FILD men utan någon fingerteknik. Metoden innebär att man ställer in ett alarm efter ungefär fem timmars sömn, och därefter håller sig  vaken en kortare stund för att därefter somna igen och då förhoppningsvis drömma en klardröm.[1]
- En kombination av teknikerna verklighetskontroller, WBTB och MILD har i en australiensk forskningsstudie visat sig vara effektiva i kombination för att framkalla klardrömmar.[1]

## Klardrömmar i populärkultur
Klardrömmar förekommer också i populärkultur, bland annat i filmen Waking life av Richard Linklater där huvudpersonen befinner sig i en klardröm som han inte kan ta sig ur. Även filmen Inception bygger till stora delar på klardrömmar och andra drömrelaterade fenomen. I filmen Vanilla Sky av Cameron Crowe med Tom Cruise i huvudrollen handlar delar av filmen om "lucid dreaming", då som ett koncept som kan köpas. I filmen Matrix är nästan alla jordens människor inkopplade i en gigantisk datorsimulering som upplevs på ett sätt som är mycket likt klardrömmande för dem som vet om att det hela är en simulering. I filmen finns även simuleringar där det är möjligt att träna sig på att bryta mot de fysiska lagarna, vilket är svårt men inte omöjligt. Detta koncept är också mycket likt sådant som kan upplevas i klardrömmar, som ju inte heller begränsas av fysiska lagar utan snarare av drömmarens föreställningar om de fysiska lagarna.
Boken "Wide awake in the dreamscape" (av Georgi Bond) handlar om ungdomar som hamnar i ett äventyr för att de klardrömmer. 
Musikartisten Aphex Twin skapade ett helt album, Selected Ambient Works 85–92, som var inspirerat av klardrömmande. Aphex Twin sa i en intervju från 1994 att 80% av låtarna i albumet skapades genom att han först drömt dem. Han förklarade: "I go to sleep, dream I’m in my studio with imaginary bits of gear and do a track. Then I wake myself up and recreate it. I can do this in about 20 minutes."

## Prevalens och incidens
År 2016 visade en metaanalytisk studie av David Saunders och kollegor av 34 studier av medvetna drömmar som genomförts under en period av 50 år att 55% av ett sammanslaget urval av 24 282 personer hävdade att de hade sett medvetna drömmar minst en gång eller mer i sina liv. Dessutom uppgav cirka 23% av dem som hävdade att de hade haft medvetna drömmar att de såg dem regelbundet, som en gång i månaden eller oftare. En studie från 2004 om frekvensen av medvetna drömmar och personlighet visade en måttlig korrelation mellan frekvensen av mardrömmar och frekvensen av medvetna drömmar. Vissa medvetna drömmare har också rapporterat att mardrömmar är en utlösande faktor för drömmedvetenhet. Tidigare studier har visat att medvetna drömmar är vanligare bland ungdomar än bland vuxna.
Forskare är överens om att de flesta medvetna drömmar uppstår spontant hos människor som är predisponerade för fenomenet, även om många också håller med om att du kan träna ditt sinne att lägga märke till ditt eget medvetande under sömnen för att utlösa upplevelsen av medveten dröm.
En studie från 2015 av Julian Mutz och Amir-Homayoun Javadi visade att personer som mediterat under lång tid tenderade att ha mer medvetna drömmar. Författarna konstaterade att "Medveten dröm är ett hybridtillstånd av medvetande med drag av både vakenhet och dröm" i en översikt som publicerades i Neuroscience of Consciousness 2017. 
Mutz och Javadi fann att det under medvetna drömmar sker en ökning av aktiviteten i dorsolaterala prefrontala cortex, bilaterala frontopolära prefrontala cortex, precuneus, nedre parietalloberna och supramarginala gyrus. Dessa är alla hjärnfunktioner som är förknippade med högre kognitiva funktioner, inklusive arbetsminne, planering och självmedvetenhet. Forskarna fann också att under medvetna drömmar var "nivåerna av självbestämmande" liknande de som människor upplevde under vakna tillstånd.